# Hram sunca u Konarku
Hram sunca u Konarku (hindski jezik:कोणार्क सूर्य मंदिर) je hinduistički indijski hram koji je dao izgraditi kralj iz dinastije Ganga, Narasimhadeva I. (1238. – 1250.) u mjestu Konarku, 65 km od grada Bhubaneswara u indijskoj državi Odisha. Poznat i kao Crna pagoda, jer je izgrađen od oksidiranog starog pješčenjaka koji na izlezećem suncu postane sjajan, posvećen je bogu sunca, Surji, zbog čega ima oblik njegove kočije za šest konja. Kao jedan od najpoznatijih hramova u Indiji, upisan je na UNESCO-ov popis mjesta svjetske baštine u Aziji i Oceaniji 1984. godine.
Hrama Sunca je bio zamišljen kao divovska kočija Boga Sunca, Surja, s dvanaest pari izvrsno ukrašenih kotača. Veličanstveno zamišljen, ovaj hram je zapravo jedan od najuzvišenijih spomenika u Indiji, poznat koliko po svojim dimenzijama i besprijekornim proporcijama, tako i po skladnoj integraciji arhitektonske veličanstvenosti s plastičnim ukrasima. Njegov fini čipkasti ukrasi i izvijeni oblici, kao i lijepo i prirodno isklesani životinjski i ljudski likovi, čine ga sjajnijim od ostalih hramova u Odishi.
Hram ima promjer 261 x 160 m i poravnan je po putanji sunca preko neba, u smjeru istok-zapad. Nalazi se u prirodnom okruženju koje obiluje plantažama drveća koje rastu na pjeskovitim tlu. Okoliš je uvelike netaknut, a blaga valovita topografija oko Hrama Sunca se donekle ponavlja u njegovom obliku. Hram pripada Kalinga školi indijske arhitekture hramova s karakterističnim krivuljnim tornjevima koji uokviruju kupolu središnjeg svetišta s četiri strane. U obliku, hram ne odstupa od drugih sikhara hramova u Odishi. Glavno svetište (Mantapa), visoko oko 60 metara, s raskošnim vanjskim ukrasima je izgrađeno kad i Velika dvorana (visoka 30 m) koja je sačuvana u cijelosti. Vrh glavnog svetišta u kojemu se nalazilo skulptura glavnog božanstva je otpalo, a Dvorana za ples (Nata Mandir) i blagovaonica (Bhogu-Mandap) su oštećeni hirovima vremena.
Kamenje na Hramu sunca u Konarku nisu spojeni vapnencom ili cementom, već su ih toliko uravnali da su spojeni samo kapima prirodne gume.
Hram sunca u Konarku je također i mjesto anualnog festivala plesa, koji se održava svakog prosinca, a koji je posvećen klasičnim oblicima indijskog plesa, uključujući i tradicionalni ples Odissi.
U Odishi se nalazi i drugi Hram sunca, Biranchi Narayan, u Bugudi (pokrajina Ganjam).
- Mantapa noću
- Kotači hrama
- Raskošni kotač
- Nat Mandir
- Skulptura Surja u jednoj niši

## Poveznice
- Indijska umjetnost

## Vanjske poveznice
- Konark  Arhivirana inačica izvorne stranice od 29. svibnja 2017. (Wayback Machine) fotografije, 2011.
- Službena stranica hrama (engl.)
- 360 panografije
- 360 stupnjeva virtualni obilazak Hrama sunca u Konaraku